# Independente Tricolor
Grêmio Recreativo Cultural Escola de Samba Independente Tricolor (ou simplesmente Independente Tricolor), é uma escola de samba da cidade de São Paulo, localizada na Rua Doze de Setembro, nº 259 – Vila Guilherme, sendo oriunda da Torcida Tricolor Independente e do Bloco Carnavalesco Independente. Com o término dos desfiles como bloco, a escola retornou aos desfiles da capital como Escola de Samba.

## História
No início da década de 2000, a Torcida Independente começou a se organizar para participar do Carnaval de São Paulo, a exemplo de outras agremiações, tais como Gaviões da Fiel e Torcida Jovem do Santos. Para tanto foi criado o Bloco Independente, com estatuto separado da torcida.
Porém, após uma confusão em 2003, com integrantes do Pavilhão 9 e da Mancha Verde, o bloco foi excluído do carnaval pela UESP.
Afastado durante anos, o bloco transformou-se em escola de samba, mas não competia, nem participava do carnaval oficial. Em 2009, incorporou a Malungos, e adotando a denominação "Grêmio Recreativo Cultural e Escola de Samba Malungos Independente", participou do Carnaval 2010, desfilando pelo grupo 4 do carnaval paulistano (equivalente à sexta divisão), e subindo para o grupo 3.
Em 2011, desfilou com o enredo "O que que a Bahia tem?", permanecendo no grupo 3 da União das Escolas de Samba Paulistanas.
Em 2012 a escola passou a se chamar apenas "Grêmio Recreativo e Cultural Escola de Samba Independente Tricolor" e desfilou na Vila Esperança com o enredo "As Sete Novas Maravilhas do Mundo", ficando com a segunda colocação no grupo 3 da UESP, assim subindo para o grupo 2.
Em 2013 a escola desfilou no autódromo de Interlagos. A agremiação levou para a avenida um enredo sobre o baralho, conquistando o título do grupo 2 da UESP, e ganhando assim o direito de desfilar no sambódromo paulistano no carnaval seguinte.
Em 2014 fez a sua estreia no grupo 1 da UESP, e se sagrou novamente campeã com o enredo "Canção paulistana", uma homenagem a algumas das mais famosas canções que homenageiam a sua cidade. Com o novo título, obteve o direito de desfilar pelo grupo de acesso da Liga Independente das Escolas de Samba de São Paulo no ano seguinte.
Em 2015 a escola de samba Independente fez a sua estreia no grupo de acesso do carnaval de São Paulo. A agremiação que foi a primeira a desfilar, foi surpreendida com uma forte chuva e desfilou a maior parte do seu tempo enfrentando problemas de infraestrutura do sambódromo. Uma queda de energia, causou danos ao sistema de som e deixou diversos pontos da passarela sem iluminação, dificultando a visão de alguns jurados espalhados pelas torres de julgamento da pista de desfiles. A entidade fez um grandioso carnaval, mas acabou sendo prejudicada com tais acontecimentos e superou o rebaixamento após uma reunião com os representantes das agremiações pertencentes à Liga Independente das Escolas de Samba de São Paulo. Ficou constatado que o desfile da escola foi prejudicado, pois a entidade não desfilou em condições técnicas iguais às condições das demais entidades. Com isso, a escola de samba Independente se manteve no grupo de acesso para o carnaval de 2016. 
Em 2016 a Independente desfilou com o enredo "O que conta no faz de conta" e realizou um dos melhores desfiles da noite, brigando diretamente por uma vaga no grupo especial. A escola terminou a apuração com o 3º lugar do grupo de acesso do carnaval paulistano, superando as adversidades do carnaval anterior com a realização de um belíssimo desfile.
Em 2017, a Independente desfilou com o tema "É mentira", que propôs uma sátira às mentiras do dia a dia, de forma lúdica e surpreendente. O enredo fez uma abordagem sobre os mentirosos da política nacional, relembrou alguns dos mais conhecidos contos infantis, também trouxe diversas lendas populares e as mentiras da natureza com animais que se camuflam e enganam seus predadores. A agremiação realizou o melhor desfile de sua historia e foi apontada pela crítica como candidata a uma vaga no Grupo Especial, o que acabou se confirmando na apuração. A escola conquistou o vice-campeonato do Grupo de Acesso na última nota do último quesito julgado (samba de enredo) e garantiu a sua estreia no grupo de elite do carnaval de São Paulo em 2018.
Para 2018 montou uma comissão de carnaval e apresentou o enredo "Luz, câmera e terror – Uma produção Independente", o tema contou as histórias dos filmes de terror, mostrando zumbis, fantasmas e bruxas, além de ser também uma homenagem ao Zé do Caixão. A escola fez um belo desfile porém nos primeiros minutos o eixo do carro da comissão de frente quebrou e teve que ser rebocado até o final. Com isso na apuração a agremiação foi penalizada em 1,2 décimos e consequentemente rebaixada ao Acesso.
"Para sempre vou te amar" foi o enredo da Independente para o carnaval de 2019. A proposta abordou uma história de amor, inspirada livremente no livro “A Divina Comédia” obra-prima de Dante Alighieri. A escola fez um lindo desfile e liderou com folga a apuração até os últimos quesitos, mas perdeu mais de um ponto no penúltimo quesito (Comissão de Frente) e terminou o carnaval em quarto lugar no grupo de acesso 1.
Em 2020 a escola tinha o enredo "Utopia, é preciso acreditar". A proposta era falar dos sonhos que a humanidade considerava irrealizáveis, mas que se tornaram reais e mudaram os rumos da história. Em 14 de outubro de 2019, o barracão de alegorias da escola na Fábrica do Samba II foi atingido por um incêndio. Todos os seus carros alegóricos e fantasias foram consumidos pelas chamas. Assim, a Independente fez um desfile com fantasias improvisadas e sem concorrer com as demais agremiações. 
O ano de 2021 foi marcado pela não realização dos desfiles das escolas de samba, que ficaram sem desfilar por consequência do agravamento da pandemia de Covid-19. Em 2022, a Independente se reergueu e deu a volta por cima, fazendo um grande desfile com o enredo "Brava Gente, é Hora de Acordar!". O tema abordava a política nacional, sob uma ótica que fugia do clichê de jogar toda a culpa dos problemas do Brasil exclusivamente nos políticos. A proposta trouxe uma reflexão profunda sobre a nossa parcela de responsabilidade nas coisas ruins que acontecem no país por consequência das escolhas eleitorais erradas que fizemos ao longo da nossa história, e alertou para sermos mais criteriosos na hora de decidir quem serão nossos próximos representantes. Com um desfile altamente técnico, a escola fez uma performance impecável e conseguiu retornar ao grupo especial do carnaval de São Paulo.
No seu retorno ao Grupo Especial, em 2023, a Independente apresentou o enredo "Samba no Pé, Lança na Mão, Isso é uma Invasão!", fazendo uma releitura sobre as guerras da era medieval. Surpreendendo as expectativas, a escola terminou a apuração com o sétimo lugar, seu melhor resultado na história.

## Segmentos

### Presidentes
| Nome                                   | Mandato    | Ref.  |
| -------------------------------------- | ---------- | ----- |
| Alessandro Oliveira Santana - "Batata" | 2010-atual | [ 8 ] |

### Intérpretes
| Carnavais  | Intérprete oficial         | Ref. |
| ---------- | -------------------------- | ---- |
| 2012-2015  | Pê Santana                 |      |
| 2016-2018  | Pê Santana e Rafael Pínah  |      |
| 2019-2022  | Rafael Pínah               |      |
| 2022-2023  | Pê Santana e Lico Monteiro |      |
| 2023-Atual | Chitão Martins             |      |

### Diretores
| Período | Diretor de Carnaval | Diretor Geral de Harmonia | Mestre de Bateria | Ref.  |
| ------- | ------------------- | ------------------------- | ----------------- | ----- |
| 2014    | Pê Santana          | Alexandre Augusto         | Kinkas            | [ 8 ] |
| 2015    | Pê Santana          | Ricardo Fervorini         | Kinkas            | [ 9 ] |
| 2016    | Pê Santana          | Alexandre Augusto         | Kinkas            |       |
| 2017    | Pê Santana          | Marcelo Falcão            | Klemen Gioz       |       |
| 2018    | Mestre Adamastor    | Demis Roberto             | Klemen Gioz       |       |
| 2019    | Demis Roberto       | Comissão de Harmonia      | Klemen Gioz       |       |
| 2025    | Ronny Potolski      | Comissão de Harmonia      | Mestre Cassiano   |       |
| 2026    | Rapha Maslionis     | Comissão de Harmonia      | Mestre Higor      |       |

### Coreógrafos
| Período      | Nome               | Ref.  |
| ------------ | ------------------ | ----- |
| 2014         | Júlio César        | [ 8 ] |
| 2015         | Igor Maxmiliano    | [ 9 ] |
| 2016-2017    | Taiana Freitas     |       |
| 2018         | Anderson Rodrigues |       |
| 2019         | Luiz Romero        |       |
| 2020         | Sérgio Cardoso     |       |
| 2021-2024    | Arthur Rozas       |       |
| 2025 - Atual | Edgar Ribeiro Jr   |       |

### Casal de Mestre-sala e Porta-bandeira
| Período     | Nome                              | Ref.  |
| ----------- | --------------------------------- | ----- |
| 2012        | Leonardo Silva e Simone Alcântara |       |
| 2013        | Junior Carraro e Simone Alcântara |       |
| 2014        | João Carlos e Laís Moreira        | [ 8 ] |
| 2015        | Daniel Vitro e Waleska Gomes      | [ 9 ] |
| 2016        | Daniel Vitro e Jéssyka Barboza    |       |
| 2017 – 2018 | Cley Ferreira e Lenita Magrini    |       |
| 2019        | Cley Ferreira e Jéssica Passos    |       |
| 2020 - 2023 | Jeff Antony e Thais Paraguassu    |       |
| 2024        | Jeff Antony e Graci Araújo        |       |
| 2025        | Jeff Antony e Thais Paraguassu    |       |
| 2026        | e Thais Paraguassu                |       |

### Corte de Bateria
| Período   | Rainha          | Madrinha         | Musa          | Ref.         |
| --------- | --------------- | ---------------- | ------------- | ------------ |
| 2012-2013 | Márcia Andrade  |                  |               |              |
| 2014-2017 | Helena Soares   |                  | Mariana Pedro | [ 8 ] [ 10 ] |
| 2018      |                 | Sheila Mello     | Mariana Pedro | [ 11 ]       |
| 2019      | Mariana Pedro   | Phoebe Vecchioni |               |              |
| 2020-2022 | Mariana Pedro   | Phoebe Vecchioni | Drika Santos  |              |
| 2023      | Mileide Mihaile | Phoebe Vecchioni | Drika Santos  |              |
| 2024      | Mileide Mihaile |                  |               |              |
| 2025      | Acassia Amorin  | PHoebe Vecchioni |               |              |

## Carnavais
| 1990                        | 4º lugar | Blocos | São Paulo, Independente Tradição | Comissão de Carnaval                                                                                                   |               |
| 1991                        | Campeã | Blocos | São Paulo | Comissão de Carnaval                                                                                                   |               |
| 1992                        | 4º lugar | Blocos | São Paulo (Cidade) Dia a Dia Compositores: Maurinho da Mazzei e Neno.                                                                                   | Comissão de Carnaval                                                                                                   |               |
| 1993                        | 9º lugar | Blocos | Amazônia e suas lendas Compositores: Alemão, Marinho, Djalma e Diná.                                                                                    | Comissão de Carnaval                                                                                                   |               |
| 1994                        | Desclassificada | Blocos | Independente Compositores: Cláudio Nazareno de Moura.                                                                                                   | Comissão de Carnaval                                                                                                   |               |
| De 1995 a 1998 Não desfilou | | | | |               |
| 1999                        | 4º lugar | Blocos | A Vida é um jogo, pode apostar Compositores: Edson Carneiro e Jefferson de Almeida Lima.                                                                | Comissão de Carnaval                                                                                                   |               |
| 2000                        | Campeã | Blocos | Nas fases da Lua: Um Carnaval Espacial Compositores: Flávio Padovani.                                                                                   | Comissão de Carnaval                                                                                                   |               |
| 2001                        | 10º lugar | Blocos | Dança Brasil Compositores: Boy ZL, Greyfus e Nenê. | Anderson Soares de Matos                                                                                               |               |
| 2002                        | Campeã | Blocos | Criança - O Futuro da Nação Compositores: Paulinho Sampagode, Pedrinho Sem Braço e Fabiano Sorriso.                                                     | Anderson de Freitas |               |
| 2003                        | Desclassificada | Blocos | Paz Milenar, um Sonho Universal Compositores: Alemão, Maradona, Sabará e Palito                                                                         | Anderson de Freitas |               |
| De 2004 a 2009 Não desfilou | | | | |               |
| 2010                        | Campeã | 4-UESP | São Paulo, hábitos e tradições Compositores: Pedrinho Sem Braço, Fabiano Sorriso e Marquinhos Boldrini.                                                 | Comissão de Carnaval                                                                                                   | [ 12 ]        |
| 2011                        | 7º lugar | 3-UESP | O que a Bahia tem? Compositores: Lito do Cavaco, Betinho e Bezerra Caxambu.                                                                             | Comissão de Carnaval                                                                                                   | [ 13 ]        |
| 2012                        | Vice-campeã | 3-UESP | A Independente apresenta: as sete novas maravilhas do Mundo Compositores: Rafael Pínah e Pê Santana.                                                    | Fábio Gouveia |               |
| 2013                        | Campeã | 2-UESP | No carnaval da alegria, a Independente dá as cartas: a magia do baralho no tabuleiro da vida Compositor: Pê Santana                                     | Fábio Gouveia |               |
| 2014                        | Campeã | 1-UESP | Canção Paulistana - Quando a inspiração, a saudade e a esperança juntas cantam por ti, São Paulo! Compositor: Pê Santana, Xavier e Cris.                | Fábio Gouveia | [ 14 ]        |
| 2015                        | 8º lugar | Acesso | Bravos, à luta! Compositores: Pê Santana, Vaguinho, Claudio Russo, Marcio André e Baianinho.                                                            | André Rodrigues | [ 15 ]        |
| 2016                        | 3º lugar | Acesso | O que conta no faz de conta? Compositores: Pê Santana, Rafael Pínah, Marcio André e Vagner Mariano.                                                     | Alex Fão |               |
| 2017                        | Vice-campeã | Acesso | É Mentira! Compositor: Rafael Pínah | Vinicius Freitas |               |
| 2018                        | 13° lugar | Especial | Em cartaz: Luz, câmera e… terror. Uma produção Independente! Compositores: Pê Santana, Rafael Pínah, Márcio André, Rodrigo Minuetto e Rodolfo Minuetto. | Comissão de Carnaval (André Cezari, Anderson Rodrigues e Roberto Monteiro)                                             | [ 16 ] [ 17 ] |
| 2019                        | 4º lugar | Acesso 1 | Para sempre vou te amar Compositores: Rafael Pínah, Fabiano Melodia, Formiga e Dom Junior.                                                              | Leno Vidal | [ 18 ]        |
| 2020                        | Não concorreu | Acesso 1 | Utopia. É preciso acreditar! Compositores: Rafael Pínah, Fabiano Melodia, Formiga e Dom Júnior.                                                         | Fábio Gouveia | [ 19 ]        |
| 2021                        | Inicialmente adiados para o mês de julho, os desfiles do Carnaval 2021 foram cancelados devido a pandemia de Covid-19. | Inicialmente adiados para o mês de julho, os desfiles do Carnaval 2021 foram cancelados devido a pandemia de Covid-19. | Inicialmente adiados para o mês de julho, os desfiles do Carnaval 2021 foram cancelados devido a pandemia de Covid-19.                                  | Inicialmente adiados para o mês de julho, os desfiles do Carnaval 2021 foram cancelados devido a pandemia de Covid-19. | [ 20 ]        |
| 2022                        | Vice-campeã | Acesso 1 | Brava Gente... É hora de acordar! Compositor: Rafael Pínah                                                                                              | Amauri Santos | [ 21 ]        |
| 2023                        | 7° lugar | Especial | Samba no Pé, Lança na Mão, Isso é uma Invasão! Compositores: André Diniz, Evandro Bocão, Maradona e Pê Santana.                                         | Amauri Santos | [ 22 ]        |
| 2024                        | 14º lugar | Especial | Agojie, A Lâmina da Liberdade! Compositores: Maradona, André Diniz, Evandro Bocão e Chitão Martins.                                                     | Amauri Santos | [ 23 ]        |
| 2025                        | 6º lugar | Acesso 1 | Gritos de Resistência Compositores: André Diniz, Evandro Bocão, Mirandinha Sambista, Rodrigo Peçanha, Fábio LS e Chitão Martins.                        | André Marins |               |
| 2026                        | | Acesso 1 | Ngoma, A primeira festa na manhã do mundo | Léo Cabral e Yuri Aguiar                                                                                               |               |

## Títulos
| Títulos Independente Tricolor | Títulos Independente Tricolor | Títulos Independente Tricolor | Títulos Independente Tricolor |
|                               | Divisão                       | Total                         | Ano                           |
| ----------------------------- | ----------------------------- | ----------------------------- | ----------------------------- |
|                               | Grupo 1-UESP                  | 1                             | 2014                          |
|                               | Grupo 2-UESP                  | 1                             | 2013                          |
|                               | Grupo 4-UESP                  | 1                             | 2010                          |